# Johann Splett
Johann Splett (ur. 1858 na Pomorzu Gdańskim, zm. ?) – niemiecki nauczyciel, poseł na Sejm Ustawodawczy (1919–1922) II RP. 

## Życiorys
Pracował jako nauczyciel w szkołach powszechnych w okolicach Pucka, gdzie mieszkał na stałe od 1920 roku prowadząc jednocześnie działalność społeczno-oświatową jako sekretarz i przewodniczący Związku Niemców w Pucku oraz przewodniczący Niemieckiego Towarzystwa Szkolnego w Pucku. W trakcie wyborów uzupełniających na Pomorzu w dniu 2 maja 1920 roku uzyskał mandat posła na polski Sejm Ustawodawczy z okręgu Kościerzyna. Mandat poselski pełnił od 8 czerwca 1920 roku. Po 1926 roku wyjechał na teren Wolnego Miasta Gdańska. Dalsze losy nieznane. 